# Röthler Balázs
Röthler Balázs (Budapest, 1971. március 28. –) magyar színész, színházi szakember.

## Élete
3 testvére közül a legidősebb.
Az Ady Endre Általános Iskola tanulója volt, majd a Toldy Ferenc Gimnáziumban folytatta tanulmányait, mert ott volt magas színvonalú színjátszókör, melynek oszlopos tagja volt, rögvest főszerepeket játszott.
Érettségi után a Gór Nagy Mária Színitanodába járt, majd a Madách Színház stúdiósa lett, mindkét helyen kiváló oktatásban és színészképzésben részesült. Mesterei között volt Mensáros László is. Járt a Merlin Színészképzőbe, közben a József Attila Színházban és az Operaházban is dolgozott, és felvételizett a Színművészeti Főiskolára.
1993-ban jelentkezett az ELTE Bölcsészkarára. Ekkor indult a Pázmány Péter Katolikus Egyetemnek egy magyar média szaka, ahova felvételt nyert. Eközben az Operaházban dolgozott és szerepeket játszott. 1993-ban ismerkedett meg egy lánnyal aki később a felesége lett. 1994-ben a főiskolai felvételei során Kerényi Imre hívására a Madách Színházba szerződött színészként, ahol már komolyabb szerepeket is kapott. Élete első bemutatója Weöres Sándor A két fejű fenevad című darabja volt, amit 1989. november 26-án mutattak be a Petőfi Csarnokban Kerényi Imre rendezése alapján.
1996-ban a Magyar Színész Kamarától színész diplomát szerzett. Egyetemi tanulmányait 2000-ben Pécsett a Janus Pannonius Tudományegyetemen, művelődésmenedzser, színháztörténet szakon folytatta, és diplomát szerzett.
2004-ig a Madách Színház prózai tagozatának tagja volt, kedvére való szerepekkel, annak megszűnése után színészként elhallgatott, és valami egészen másba fogott: az Budapesti Operettszínház vezető ügyelője lett. 2009-ben a kecskeméti Katona József Színház produkciós vezetőjeként „a másik oldal szeme” lett, majd 2010-ben, Eszenyi Enikő második hívására végül a Vígszínház kötelékébe került, majd a Pesti Színház vezető ügyelője lett.
Ma a Vígszínház ügyelője.

## Színházi szerepei, színházi munkái
- A patikus
- A Tribádok éjszakája
- Az ember tragédiája (közreműködő)
- Boszorkányos esték (rendező munkatársa)
- Elveszett paradicsom (rendező munkatársa)
- Három komédia (rendező munkatársa)
- Nyomorultak
- Sors bolondjai
- Széchenyi
- Zendülés a Caine hajón
- Lúdas Matyi (díszletliba)
- Audiencia (Biztonsági őr) (ügyelő)
- A velencei kalmár (ügyelő)
- Találkozás (ügyelő)
- Jó estét nyár, jó estét szerelem! (ügyelő)
- A testőr (ügyelő)
- Két úr szolgája (ügyelő)
- Az ünnep (ügyelő)
- Toldi (ügyelő)
- Vízkereszt vagy amit akartok (ügyelő)
- Az álomkommandó (ügyelő)
- Príma környék (ügyelő)
- A színházcsináló (ügyelő)
- Punk Rock (ügyelő)
- Valahol Európában (ügyelő)
- Tom Jones (ügyelő)
- Túl a Maszat hegyen (ügyelő)
- Mikve (ügyelő)
- Jövőre veled itt! (rendezőasszisztens)
- Leánykérés (a rendező munkatársa)
- Medve (a rendező munkatársa)
- A dohányzás ártalmasságáról (a rendező munkatársa)
- A kétbalkezes varázsló (Bodweiser Ünög, varázsló) (a rendező munkatársa)
- Kakukkfészek (Sefelt)
- Egerek és emberek (White)
- Egy, kettő, három (Krisztián)
- Csíksomlyói passió (György)
- Lugosi (A vámpír árnyéka) (Csapó)
- Mario és a varázsló (II. Suhanc)

## Filmes, televíziós szerepei
- "Minden szabadon folyjék..."
- Marslakók (sorozat) (2012) ... Keszthelyi
- Drága örökösök (sorozat)

- Sokkoló című rész (2019) ... Furgonos